# Папиев, Михаил Николаевич
Михаи́л Никола́евич Папи́ев (укр. Михайло Миколайович Папієв; род. 1 октября 1960, Запорожье) — украинский политик и государственный деятель.

## Образование и трудовая деятельность
Михаил Папиев родился 1 октября 1960 года в Запорожье. Затем семья переехала в Черновцы, где Папиев окончил в 1977 году Черновицкую среднюю школу № 32 и поступил в Черновицкий государственный университет, который окончил в 1984 году по специальности физик, преподаватель. В 1982—1983 годах служил в рядах Советской Армии. Во время учёбы работал сборщиком полупроводниковых приборов специального конструкторско-технологического бюро Фонон при своем университете. В июле 1984 года после окончания университета был направлен на роботу в Черновицкое производственное объединение «Электронмаш» на должность инженера-метролога. В октябре 1986 года назначен представителем госприемки на Черновицком производственном объединении «Электронмаш», где работал до января 1990 года. С 1990 по 1993 год — председатель кооператива «Альянс», директор «МПО Альянс». С 1993 по 1997 год — генеральный директор производственного объединения «Альянс» Ассоциации по производству легковых и специализированных автомобилей Таврия. С 1997 года — генеральный директор научно-производственного предприятия «Полимермаш» (Черновцы). Кандидат экономических наук.

## Политическая карьера
Политическая карьера Папиева началась в августе 1997 года с назначением его на пост заместителя председателя Черновицкой областной государственной администрации, который он занимал по август 2000 года. В 2000—2002 годах работал секретарем Черновицкого областного комитета Социал-демократической партии Украины (объединённой). По спискам СДПУ (о) избран в 2002 году Народным депутатом Украины, входил в комитет по вопросам экологической политики, природопользования и ликвидации Чернобыльской катастрофы. Был зам. главы фракции СДПУ (о).
С ноября 2002 по 3 февраля 2005 года — в составе Кабинет Министров Украины. Работал на должности Министра труда и социальной политики Украины в правительстве Виктор Януковича. Министерство Папиева за годы своей работы достигло некоторых важных успехов в социальной сфере, а также удержало этот уровень во время политического кризиса осени 2004 года. Папиев подал в отставку после прихода к власти Виктора Ющенко.
С июня 2005 по август 2006 года Папиев работал председателем Координационного совета всеукраинской общественной организации «Всеукраинский социальный совет».
Принимал активное участие в парламентских выборах в 2006 году в составе оппозиционного блока «Не так!», костяком которого выступала СДПУ(о). Блок в Верховную Раду не прошёл.
C 4 августа 2006 по 18 декабря 2007 года, после прихода к власти Антикризисной коалиции — снова в составе Правительства Украины на должности Министра труда и социальной политики Украины в правительстве Виктора Януковича.
На внеочередных парламентских выборах 2007 года баллотировался по списку «Партии регионов», для чего приостановил членство в СДПУ (о). После вступил в ряды «Партии регионов» и с 23 ноября 2007 года — Народный депутат от фракции этой партии. Стал «теневым» министром социальной политики в «оппозиционном правительстве» Януковича.
С 11 марта 2010 года — внештатный советник президента Украины.
С 18 марта 2010 по 7 марта 2014 года — председатель Черновицкой областной государственной администрации.
На внеочередных парламентских выборах избран Депутатом Верховной Рады VII созыва под № 22 от партии «Оппозиционный блок». В конце марта 2015 года получил пост министра социального обеспечения в теневом кабинете министров, созданном партией «Оппозиционный блок».
В начале марта 2015 года прокурор Черновицкой области Николай Якимчук сообщил о завершении досудебного расследования производства по факту злоупотребления Михаилом Папиевым своими полномочиями и препятствию свободному осуществлению гражданами своего избирательного права. В 2012 году по версии ведомства, в ходе парламентских выборов он в рабочих поездках неоднократно агитировал голосовать за кандидата в нардепы от Партии регионов. По словам Якимчука, сейчас через Генпрокуратуру решается вопрос о предоставлении материалов в Верховную Раду для лишения Папиева депутатской неприкосновенности.

## Семья
Женат.

## Награды
- Орден «За заслуги» ІІ степени — за значительный личный вклад в социально-экономическое, научно-техническое, культурно-образовательное развитие Украинского государства, весомые трудовые достижения, многолетний добросовестный труд и по случаю 15-й годовщины Конституции Украины[11].
- Орден «За заслуги» ІІІ степени.
- Медаль «На славу Черновцов».